# George Zweig
George Zweig (Mosca, 30 maggio 1937) è un fisico statunitense.

## Biografia
Nato a Mosca in una famiglia di origini ebraiche, ha studiato fisica delle particelle sotto Richard Feynman, ma successivamente si interessò di neurobiologia, laureandosi nel 1959 all'Università del Michigan. Zweig propose l'esistenza dei quark indipendentemente da Murray Gell-Mann. Chiamò le nuove particelle "assi" (aces), come le carte da gioco, perché riteneva che ne esistessero quattro tipi diversi. L'introduzione dei quark si rivelò decisiva per spiegare molti problemi di fisica delle particelle.
Come Gell-Mann anche Zweig comprese che molte proprietà delle particelle, come i barioni (protoni, neutroni), potevano essere spiegate trattandole come triplette di altre particelle elementari (che lui chiamò assi e Gell-Mann quark) con carica elettrica e numero barionico frazionario.
Nel 1969 Gell-Mann ricevette il Premio Nobel per la fisica per le sue scoperte e il suo contributo alla comprensione delle particelle elementari e loro interazioni; a quel tempo però la teoria dei quark non era stata ancora completamente accettata e non fu menzionata. Più tardi, quando finalmente le teoria venne accolta come il modello standard per la fisica delle particelle, la commissione Nobel probabilmente sentì che non poteva riconoscere Zweig come lo scienziato che per primo aveva parlato delle implicazioni della teoria senza includere Gell-Mann di nuovo.
Tuttavia, nel 1977 Feynman nominò sia Gell-Mann che Zweig per il premio Nobel, ma nonostante i decisivi contributi alla teoria Zweig non è stato ancora insignito di tale riconoscimento.
Negli anni seguenti Zweig si è dedicato alla neurobiologia, studiando la trasduzione del suono in impulsi nervosi nella coclea dell'orecchio umano.
Trascorse diversi anni come ricercatore al Los Alamos National Laboratory e al MIT, ma nel 2004 ha abbandonato la carriera di scienziato per andare a lavorare nel settore finanziario.
Dal 2003 al 2010 Zweig ha lavorato per la Renaissance Technologies a New York. Nel 2015 ha avviato assieme ad altri due partner un proprio fondo hedge quantitativo, Signition.

## Riconoscimenti
- MacArthur Prize Fellowship (1981)
- National Academy of Sciences (1996)
- Premio Sakurai (2015)